# Curaçao
Pour les articles homonymes, voir Curaçao (homonymie).

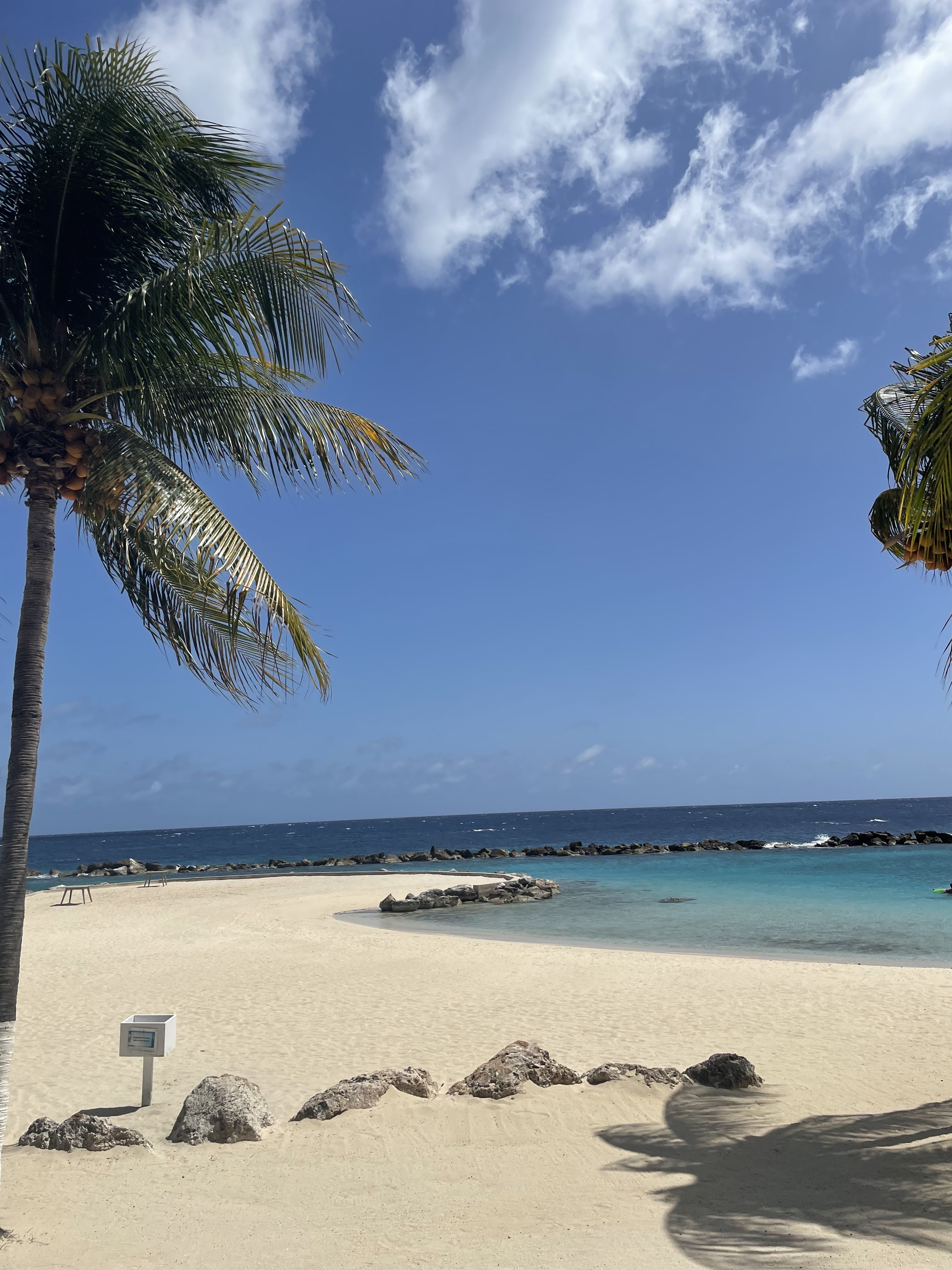

Curaçao (prononcé : \ky.ʁa.so\ ; en papiamento : Kòrsou) est l'une des îles Sous-le-Vent située dans les Petites Antilles, en mer des Caraïbes, formant un État autonome au sein du royaume des Pays-Bas depuis la dissolution de la fédération des Antilles néerlandaises le 10 octobre 2010. Elle compte 158 665 habitants (2019) pour une superficie de 444 km2. Sa capitale est Willemstad et son code est ISO 3166-1 alpha-2 « CW ».

## Origine du nom
De nombreuses théories tentent de trouver l'origine du nom de Curaçao.
La plus probable est qu’elle dérive des mots portugais coração, « cœur », ou curação, « art de soigner » - cette dernière version correspondant au soin du scorbut des marins par les fruits de l'île. Une autre version stipule qu'il s'agirait plutôt du nom par lequel les premiers habitants de l'île s'identifiaient ; les premiers explorateurs espagnols désignaient d'ailleurs les Arawaks de l'île d'Indios Curaçaos. À partir de 1525, l’île figura sur les cartes espagnoles comme Curaçote, Curasaote, Curasaore et même Curacaute. Au XVIIe siècle, il apparaît sur la plupart des cartes en langue portugaise comme Curaçao ou Curazao. Sur une carte créée par Jérôme Cock en 1562 à Anvers, l'île est nommée Qúracao.

## Géographie

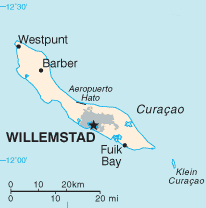
Carte de Curaçao.

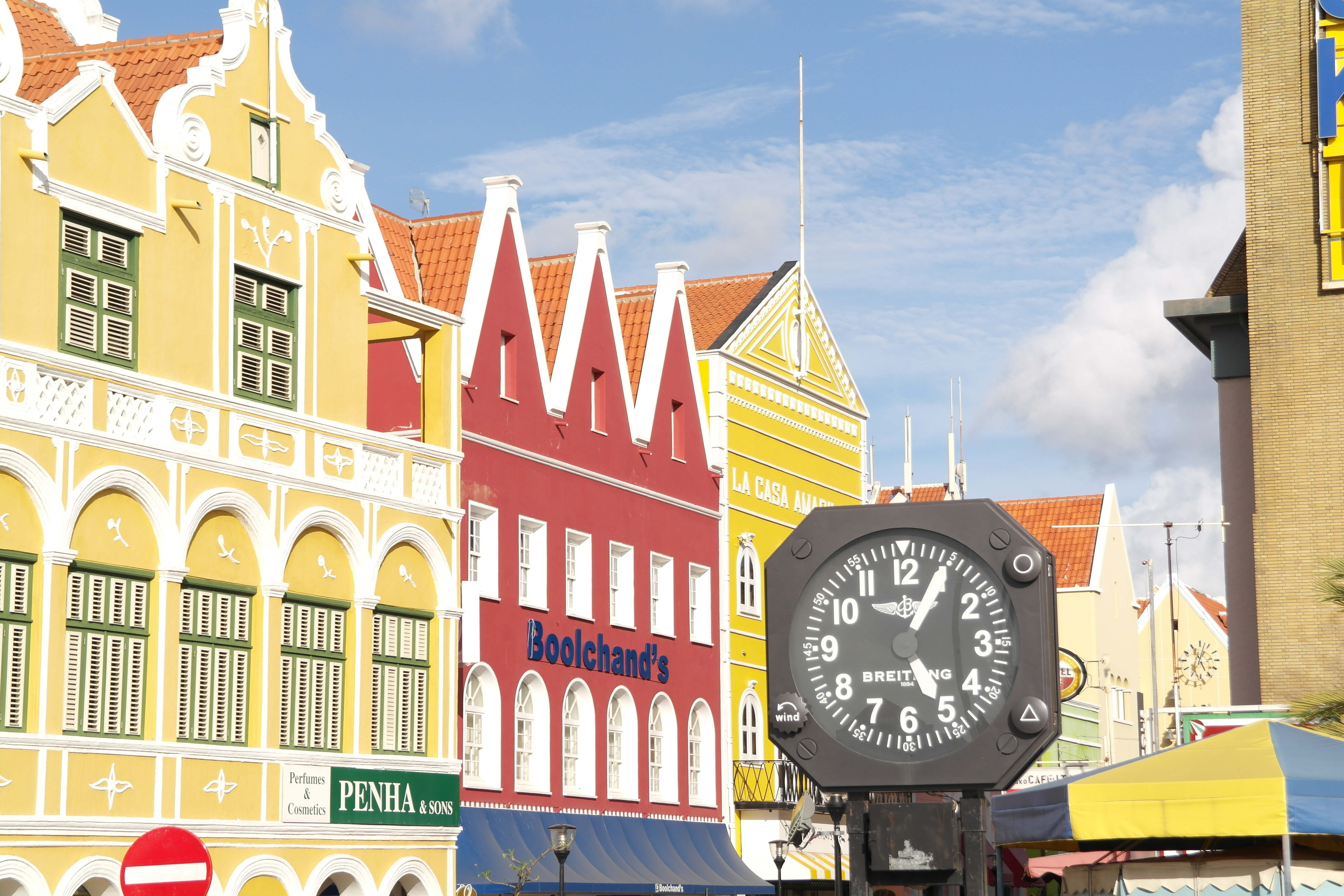
Willemstad, capitale de l'île.

Cet État autonome du royaume des Pays-Bas fait partie du groupe d'îles des Petites Antilles appelé « îles Sous-le-Vent ». Curaçao se trouve dans la mer des Caraïbes, à 41 km à l'ouest de Bonaire, à 66 km au nord de la punta Gavilán, sur la côte du Venezuela, et à 78 km à l'est d'Aruba. Les trois îles sont quelquefois désignées sous le sigle îles ABC.
La côte nord-est (au vent) est rocheuse et battue par la houle et le vent alors que la côte sud-ouest (sous le vent) en est abritée et accueille les villes, les plages et la majorité des récifs coralliens. La végétation de l'île est composée d'une savane semi-aride parsemée de cactus, d'arbustes épineux. L'île est trop au sud pour être soumise au passage des cyclones tropicaux. Le point le plus haut de l'île, le Christoffelberg (du nom de Christophe Colomb), culmine à 375 mètres et se situe dans le Curaçao Christoffelpark, une réserve de faune et de flore.
Les Saliñas sont des lacs salés qui accueillent des flamants roses. L'îlot de Petit Curaçao (Klein Curaçao en néerlandais) se situe au sud-est de Curaçao.

## Histoire
L'île de Curaçao, au début de son histoire, fait partie des principaux repaires de pirates. Elle abrite notamment des boucaniers au moment où la piraterie fut la plus active[réf. nécessaire]. Espagnole jusqu'en 1634, elle sert de base navale aux Hollandais car on peut y charger du sel pour conserver le poisson et approvisionner les expéditions militaires.
Le trafic illégal d'esclaves vers l'Empire espagnol, généré par la disparition de l'« Asiento » portugais en 1640 puis la guerre néerlando-portugaise en Angola (1641-1648), finit par utiliser Curaçao comme point de ralliement, vers la fin des années 1650, en raison de sa proximité avec le Venezuela, le poisson salé servant cette fois à nourrir le nombre croissant d'esclaves en transit. À partir de 1662 ce trafic devient légal, avec la couverture de marchands génois installés de longue date en Espagne et la participation des îles anglaises de la Barbade et de la Jamaïque.
Puis vers la fin du XVIIe siècle, des marchands juifs et protestants tissent un réseau de livraison au départ de la petite île. Découvrant que les Amérindiens acceptent de vendre du cacao contre des textiles européens, les navires néerlandais remontent  le río Yaracuy, qui se jette dans l'Atlantique à côté du port de Tucacas[réf. nécessaire].

### Les Amérindiens et les Espagnols
Les premiers habitants de Curaçao sont les Amérindiens Arawaks qui arrivent du Venezuela.
En 1499, l'île est « découverte » par Alonso de Ojeda qui prend possession de l'île au nom de l'Espagne et décime les Arawaks. Il appelle l'île Isla de los Gigantes. Au début du XVIe siècle, après avoir dépeuplé l'île par de fréquents raids pour fournir Hispaniola en esclaves, les Espagnols veillent à ce qu'elle soit repeuplée d'Amérindiens. Curaçao est rattachée administrativement au gouverneur du Venezuela (Coro), excepté lors de la concession Welser.

### Colonisation néerlandaise

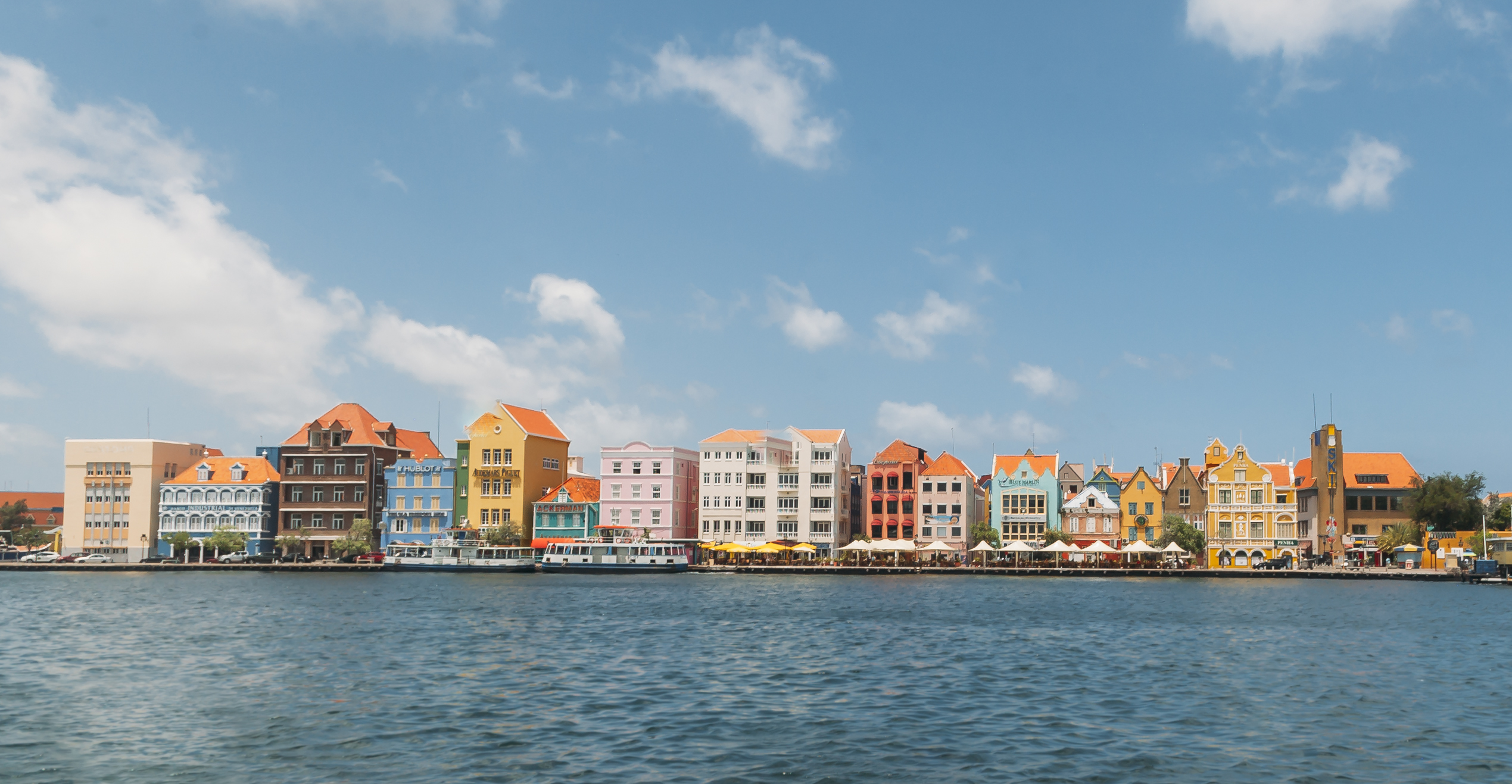
Handelskade à Willemstad, Curaçao.

Au milieu des années 1630, la Compagnie néerlandaise des Indes occidentales (WIC), qui combattait l'Union ibérique au nord du Brésil, dans la Nouvelle-Hollande (Pernambouc), cherchait un port d'attache situé directement dans la mer des Caraïbes car les Espagnols venaient de lui prendre celui de Saint-Martin.
La perte définitive des salines de la Punta de Araya, un lagon nouvellement fortifié par les Espagnols à un jet de pierre de la côte vénézuélienne, et celle de Saint-Martin, a fait que les directeurs de la WIC se souciaient de procurer une nouvelle saline pour l'industrie halieutique néerlandaise.
Sur les conseils de Jan Janszoon Otzen qui avait été fait prisonnier à Tortuga (Venezuela) quelques années auparavant puis transféré à Curaçao afin de lui faire couper du bois avant de le ramener en Europe, la compagnie décida de conquérir l'île.
Otzen avait brossé un portrait idyllique de la géographie de Curaçao. En 1634, la compagnie affrète une escadre de six vaisseaux sous le commandement de Joannes van Walbeeck et Pierre le Grand.
Un gouverneur et 38 colons européens s'installent sur l'île, où vivent quelque 400 Amérindiens. Les Néerlandais s'aperçurent que les marais salants décrits par Otzen étaient impropres à l'exploitation[réf. nécessaire].
En 1635, malgré la formation à Madrid par Olivares d'un conseil spécial pour la reconquête de Curaçao, les Espagnols attendirent l'année suivante. Le faible détachement naval chargé de cette mission ne put même pas s'y rendre[réf. nécessaire].
Déterminée à garder sa possession, la Compagnie néerlandaise des Indes occidentales reçut l'appui des États de Hollande et des états généraux néerlandais, l'administration de la nouvelle colonie (et de ses dépendances Aruba et Bonaire) étant passée sous la coupe de la chambre amstellodamoise de la compagnie[réf. nécessaire]. Celle-ci fournit rapidement des renforts et des provisions à Walbeeck[réf. nécessaire].

### Plaque tournante des corsaires néerlandais
Dans les années suivantes, la Compagnie néerlandaise des Indes occidentales oblige ses corsaires à rapporter à Curaçao tout butin acquis aux dépens des Espagnols. Entre-temps, les Néerlandais avaient entamé la construction d'un fort (Fort Amsterdam) et la fondation d'une ville située au fond de la baie de Schottegat, Willemstad, nommée en l'honneur du fils et futur héritier du stathouder Frédéric-Henri, Guillaume II d'Orange-Nassau[réf. nécessaire].
En 1642, Pieter Stuyvesant est nommé gouverneur, avant de partir en 1647 gouverner la Nouvelle-Néerlande.
À partir de 1636, les Néerlandais importent des esclaves au Brésil mais sans investir trop car leur situation militaire est précaire, avec un soulèvement portugais[réf. nécessaire].
À Curaçao, dans la seconde partie des années 1650, le gouverneur néerlandais Matthias Beck signale une demande des Espagnols en Espagne, mais l'île n'en accueille aucun avant 1658.
Curaçao devient la plaque tournante des corsaires néerlandais et des marchands. Leurs navires servent à la traite négrière à l'époque, encore modeste, des colonies françaises, anglaises des Îles du Vent, ainsi que de celles de la terre ferme espagnole.
À partir de là, le papiamento, un créole à base de créole cap-verdien, néerlandais, d'espagnol, de portugais et de langues africaines, s'implante chez les esclaves.
En 1678, une expédition française commandée par l'amiral-comte Jean II d'Estrées doit s'emparer de l'île. Après avoir repris Tobago à Jacob Binckes, l'expédition s'échoue cependant en route sur les coraux de  l'archipel de Las Aves. Curaçao échappe ainsi à la tentative de conquête française.

### Arrivée des Néerlandais

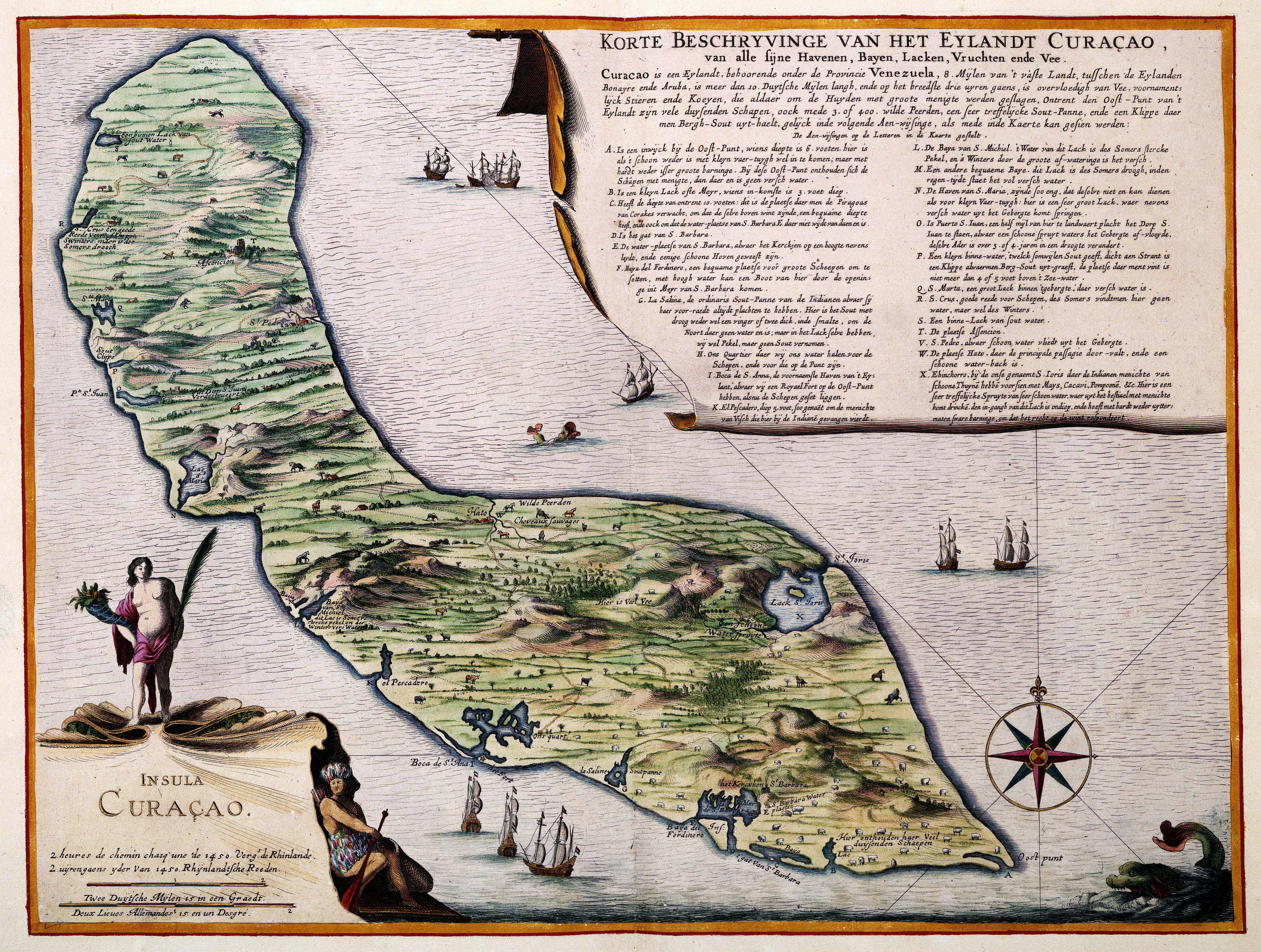
Curaçao à la fin du XVIIe siècle., Bibliothèque royale des Pays-Bas.

En 1652, la Compagnie néerlandaise des Indes occidentales passe contrat avec David Cohen Nassi (1612-1685), autorisant les Juifs à cultiver la terre à Curaçao, mais leur refusant la liberté religieuse pleine et entière ainsi que l'autorisation de se livrer au commerce. Nassi, alias Joseph Nunes Da Fonseca et Christovao de Tavora, était un converso (converti, nouveau-chrétien) ayant vécu en Nouvelle-Hollande avant de devenir un colonisateur chevronné.
En 1654, la Nouvelle-Hollande (Brésil) redevient portugaise, les Pays-Bas capitulant après une quinzaine d'années de guerre au Brésil. Certains de leurs ressortissants s'installent dans les Caraïbes. Ils fondent en 1655 la petite colonie du Pomeroon, sur les rives du fleuve du même nom[réf. nécessaire]. La large concentration de négociants et d'armateurs juifs à Curaçao fait de l'île l'épicentre de l'histoire des Juifs aux Caraïbes[réf. nécessaire].
Au Brésil, les planteurs du Maragnon se soulevèrent contre les Néerlandais dès 1642, et tous les Brésiliens en font autant en 1645, puis Fernandès Vieira gagna deux batailles importantes.
Entre 1636 et cette révolte portugaise, les esclaves revendus par des bateaux néerlandais sur le marché brésilien étaient tous vendus à crédit, mais à partir de 1644 et 1645 la proportion d'esclaves vendus passe à respectivement 78 % et 100 %, reflet de l’appréhension des Portugais, lesquels sentent que le Brésil risque de leur échapper très prochainement.
L'île de Curaçao sert aussi de refuge aux Juifs après leur expulsion de la Martinique et de la Guadeloupe en 1685, en particulier à Benjamin da Costa d'Andrade, qui avait acquis des Amérindiens la technique de préparation du breuvage du cacao dès 1664. À partir de 1693, la colonie devient le centre mondial du commerce du cacao.

### Commerce du cacao
Au début du XVIIIe siècle, une immigration en provenance des Pays-Bas, d'autres pays d'Europe et d'Asie fait grossir la population de l'île, jusque là base navale militaire des années 1630, investie dans les années 1660 par le trafic illégal, à 2 000 personnes. De nombreuses familles juives s'installent à Curaçao et construisent en 1732 la synagogue Mikve Israël-Emanuel qui est aujourd'hui la plus vieille synagogue encore vouée au culte en Amérique.
C'est le commerce du cacao et du textile qui a permis cette croissance de l'île ainsi qu'une étape importante dans l'Histoire de la culture du cacao. Pour le cacao, les Néerlandais utilisent une enclave sur la côte du Venezuela, Tucacas, comptoir où cohabitent des juifs et chrétiens de Curaçao, pour obtenir des quantités considérables de cacao et de tabac. Ils exportent ces denrées vers Amsterdam et participent aussi au commerce entre Curaçao et d'autres parties du Nouveau Monde, en important des Pays-Bas des toiles de lin d'Allemagne, du vin de Madère et de Bordeaux, de la cannelle et du poivre des Indes orientales. Les sépharades utilisèrent leur connaissance de l'espagnol et du portugais pour commercer — légalement et illégalement — avec les colonies espagnoles voisines[réf. nécessaire].
L'essor débute en 1688, quand le trésor anglais autorise Pieter Henriques, de Londres, à importer 200 tonnes de cacao de Tucacas, lieu situé à l'embouchure de la Rivière Yaracuy, à soixante kilomètres à l'ouest de Caracas, qui devient un comptoir en 1693, juste en face de l'île de Curaçao puis la principale filière d'approvisionnement en cacao acheté aux Amérindiens.
En 1693, la guerre de la Ligue d'Augsbourg rapproche la Hollande et l'Espagne : le Venezuela tente une ouverture vers les Hollandais, acceptant les marchands de Curaçao à Tucacas. Ils s'installent pour collecter le cacao des Amérindiens de l'intérieur des terres. Certains viennent de Pomeroon-Supenaam, colonie fondée quatre décennies plus tôt. Cette implantation est le moyen de concurrencer la filière cacaoyère qui émerge au Panama, aux mains des Indiens kunas[réf. nécessaire]. Au début du XVIIIe siècle, les Espagnols reprennent plusieurs fois le comptoir d'échange de cacao contre textiles situé à Tucacas et les marchands hollandais se replient sur Curaçao.

### XIXesiècle
Aux XVIIIe et XIXe siècles, les Anglais et les Français occupent brièvement l'île, ajoutant leur influence à la culture locale.

### Ère contemporaine
En 1828, Curaçao est réuni avec les autres îles appartenant aux Pays-Bas sous la dénomination d'Indes occidentales néerlandaises, dirigées par le gouverneur général de la Guyane néerlandaise. En 1848, l'ensemble prend le nom de Curaçao.
En 1863, l'abolition de l'esclavage aux États-Unis ruine l'économie de l'île en provoquant un exode vers les autres îles des Antilles.
En 1914, du pétrole est découvert sous le lac Maracaibo au Venezuela. La compagnie pétrolière Caribbean Petroleum Company (en) décide alors de construire une raffinerie sur Curaçao, qui ouvre en mai 1918. Dans les années 1960, les 440 hectares de la raffinerie de Schottegat sont achetés par Shell Curaçao N.V. À partir de la Seconde Guerre mondiale, Curaçao vit principalement du raffinage du pétrole, du tourisme et du placement bancaire.
Le 1er janvier 1954, les Antilles néerlandaises deviennent un État autonome du royaume des Pays-Bas avec Curaçao comme principale île. En 1969, des émeutes secouent l'ile. En 1986, Aruba se sépare des Antilles néerlandaises pour former un territoire à part entière.

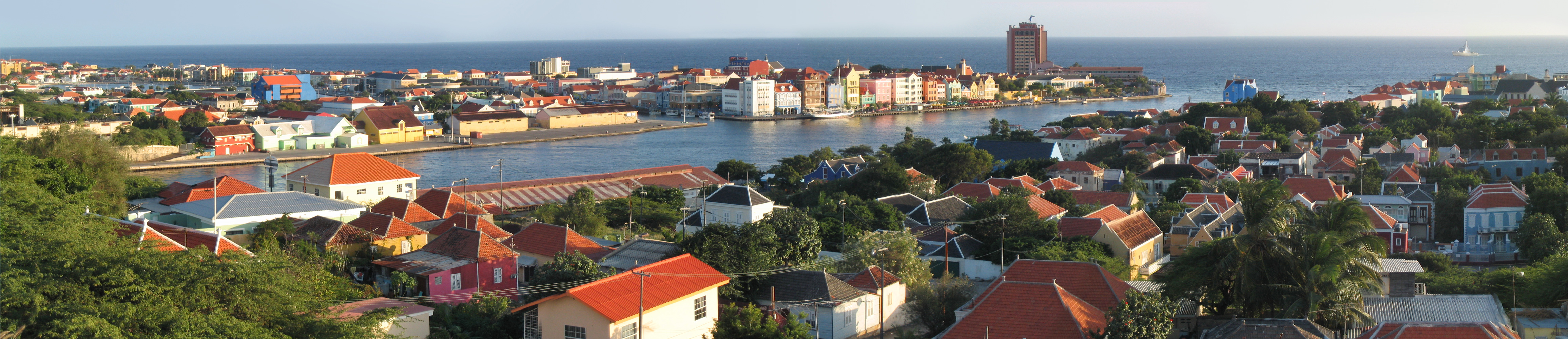
Vue de Willemstad, capitale de l'île.

En décembre 2006 à La Haye, le gouvernement des Antilles néerlandaises signe avec le gouvernement néerlandais, sur une base non consultative, un accord intitulé déclaration finale qui prévoit la dissolution des institutions politiques communes pour le 15 décembre 2008. Celle-ci est finalement effective le 10 octobre 2010, date à laquelle Curaçao devient un nouveau territoire autonome au sein du Royaume.

## Administration
En tant que « pays autonome », Curaçao dispose de sa propre Constitution, d'un gouvernement, d'un Premier ministre et d'un Parlement local. Le royaume des Pays-Bas y exerce sa représentation par le biais d'un gouverneur. Les fonctions régaliennes du ministère des Affaires étrangères et du ministère de la Défense sont exercées au niveau du Royaume. Ses relations avec l'Union européenne relèvent du statut des pays et territoires d'outre-mer. Elle dispose d'une cour de justice commune à l'ensemble des îles des Antilles néerlandaises, y compris donc les anciennes îles ayant choisi le statut de territorialité locale de l'État des Pays-Bas : Bonaire, Saint-Eustache et Saba.

## Démographie
La population de Curaçao — 150 000 personnes actuellement — provient de multiples origines (Indiens d'Amérique, Africains, Néerlandais, Espagnols, Portugais, Libanais, Cap-Verdiens), ce qui donne une grande diversité ethnique et culturelle. En témoigne le papiamento, créole basé sur une multitude de langues et qui est la base de la communication sur l'île.
Curaçao est fortement influencé par les Pays-Bas à cause des siècles de colonisation. L'héritage néerlandais est encore très présent dans l'architecture coloniale et post-coloniale, le système judiciaire, l'éducation, les mouvements de population (de nombreux étudiants partent chaque année étudier aux Pays-Bas, 4 % des Curaciens sont nés aux Pays-Bas, 100 000 habitants de Curaçao vivent désormais aux Pays-Bas et 40 % des touristes viennent d'Europe).
La majorité de la population est d'origine africaine, descendant des esclaves noirs affranchis en 1863. Leur héritage est présent dans les influences africaines du papiamento, le genre musical appelé tambú (en), la cuisine ou les religions.
La communauté juive n'a jamais connu de lois discriminantes sur l'île et elle s'est très tôt implantée dans le secteur économique, politique et culturel. Durant le XXe siècle, de nombreux juifs ashkénazes sont venus sur Curaçao, attirés par la liberté dont ils pouvaient jouir.[réf. nécessaire]

## Culture
La culture de Curaçao s'est créée sous de multiples influences provenant de continents différents.

### Artistes locaux
Les multiples influences de différentes cultures permettent un important foisonnement d'art créole, contemporain, surréaliste, etc., sous forme notamment de peintures, de sculptures, de bijoux, qui viennent remplir les nombreuses galeries d'art.

### Musique
Différents styles et genres de musiques et de danses se côtoient et se mélangent (valse autrichienne, danses espagnoles, polka de Bohême, quadrille français, etc.) pour donner de nouveaux styles :
- le tambú (en) : aussi appelé « blues de Curaçao », il fut créé par les premiers esclaves noirs qui, comme ceux des États-Unis, voulaient exprimer leurs frustrations et les difficultés de leur vie ; il se joue avec un tambu (tambour), un kachu (corne de vache), un agan (morceau de fer) et un chapi (houe) ; les femmes peuvent parfois accompagner la musique et donner le rythme en tapant des mains ; la danse s'effectue en couple et alterne séparation des corps et déhanchements ;
- le seú : c'est la danse traditionnelle effectuée dans les champs pour célébrer les récoltes et la moisson ; elle se décompose en wapa qui imitent les mouvements effectués lors des différentes étapes de la culture d'un champ ; aujourd'hui c'est la danse favorite des 2 000 festivaliers qui défilent à Willemstad chaque lundi de Pâques ;
- le tumba : c'est une des formes musicales les plus importantes à Curaçao, forme de merengue ayant subi des influences du jazz ; c'est la musique la plus jouée lors du défilé du carnaval ;
- les chants des travailleurs : ils étaient chantés lors des travaux des esclaves ; il en existe plus de 1 500 ;
- la musique contemporaine : elle est influencée par le merengue, le calypso, le reggae, la salsa, le cha-cha-cha et est chantée en papiamento.

### Cuisine
À l'image de ses habitants, la cuisine de Curaçao est très métissée. Outre la cuisine dite internationale, toujours relevée d'une note locale, les plats sont basés sur la viande de porc, de poulet, la banane, les haricots.
Les plats typiques sont :
- le yuana : viande d'iguane, également déclinée en soupe (Sopi Yuana) ;
- le kabritu : viande de chèvre ;
- le keshi yená : fromage fourré au poulet épicé ;
- des bonbons et sucreries : sunchi (meringue), panseiku (praline), kokada (noix de coco râpée).

Par ailleurs, l'alcool bleu curaçao, une liqueur d'orange, est utilisé dans de nombreux cocktails.

### Langues
Les trois langues officielles de l'île sont le papiamento, le néerlandais et l'anglais. L'espagnol est aussi assez répandu. La langue la plus parlée, et ce dans toutes les couches de la société, est le papiamento, un créole à base d'espagnol, de néerlandais, de portugais, de français, d'anglais, de langues africaines et de langue arawak.
Le nom papiamento dériverait du portugais papear qui signifie parler, discuter. Il serait né au XVIIe siècle entre les esclaves africains et leurs maîtres portugais qui tentaient de communiquer.[réf. nécessaire]
Le premier document écrit en papiamento date de 1775. Il s'agit d'une lettre entre deux membres de la communauté juive. La reconnaissance officielle de la langue s'est faite en 1802 lorsqu'elle fut mentionnée dans un rapport du gouverneur.
Curaçao est une société polyglotte. Les langues parlées sont le néerlandais, le papiamento, l'anglais et l'espagnol. La plupart des personnes sur l'île (85 %) parlent le néerlandais et le papiamento. Beaucoup de gens peuvent parler l'ensemble de ces quatre langues. L'espagnol et l'anglais ont tous deux une longue présence historique sur l'île, avec le néerlandais et le papiamento. L'espagnol reste une langue importante à travers les XVIIIe et XIXe siècles aussi en raison des liens économiques étroits avec le Venezuela et la Colombie à proximité. L'utilisation de l'anglais remonte au début du XIXe siècle, lorsque Curaçao devint une colonie britannique. En fait, après la restauration de la domination néerlandaise en 1815, des officiers coloniaux notèrent déjà une large utilisation de l'anglais sur l'île. L'immigration récente en provenance des îles anglophones des Caraïbes et des Antilles néerlandaises de Saint-Eustache, Saba et Sint Maarten, où la langue principale est l'anglais, ainsi que l'ascendant de l'anglais comme langue mondiale, ont intensifié l'utilisation de l'anglais à Curaçao. Pendant une grande partie de l'histoire coloniale, le néerlandais n'a jamais été autant parlé que l'anglais ou l'espagnol et est resté exclusivement une langue des situations administratives et juridiques, l'utilisation populaire du néerlandais ayant augmenté vers la fin du XIXe siècle et le début du XXe siècle
Historiquement, l'éducation à Curaçao, Aruba et Bonaire a été principalement en espagnol jusqu'à la fin du XIXe siècle. Il y avait aussi les efforts visant à introduire l'enseignement bilingue populaire en néerlandais et en papiamento à la fin du XIXe siècle. Le néerlandais a été la seule langue d'enseignement dans le système éducatif au début du XXe siècle pour faciliter l'éducation des descendants d'employés expatriés de Shell Royal néerlandais (Romer, 1999). Le papiamento a été provisoirement réintroduit dans le programme scolaire au cours du milieu des années 1980. Des débats politiques récents étaient centrés sur la question du papiamento devenant la seule langue d'enseignement. Les partisans de l'instauration du papiamento en tant que seule langue d'enseignement font valoir que cela aiderait à préserver la langue et améliorer la qualité de l'enseignement primaire et secondaire. Les partisans de l'enseignement en langue néerlandaise soutiennent que les élèves qui étudient en néerlandais seront mieux préparés pour l'enseignement universitaire gratuit offert aux résidents de Curaçao aux Pays-Bas. Le 1er juillet 2007, date de l'entrée en vigueur, les Antilles néerlandaises déclarent le néerlandais, le papiamento, et l'anglais comme langues officielles, en reconnaissance des communautés néerlandophone, anglophone et de celles qui parlent le papiamento de toutes les îles. Curaçao a décidé de poursuivre cette approche multilingue dans son nouveau statut de pays constituant.

### Religions
Selon le Pew Research Center, en 2010, 93,9 % des habitants de Curaçao sont chrétiens, catholiques (73,8 %) ou protestants (17,8 %).

### Littérature
- Joseph Sickman Corsen (1853-1911)[21]
- Cola Debrot (en) (1902-1981)
- Frank Martinus Arion (1936-2015)
- Tip Marugg (en) (1923-2006)
- Pierre Lauffer, Elis Juliana, Guillermo Rosario, Boeli van Leeuwen
- Patrick van der Eem (en) (1973-)

## Sport

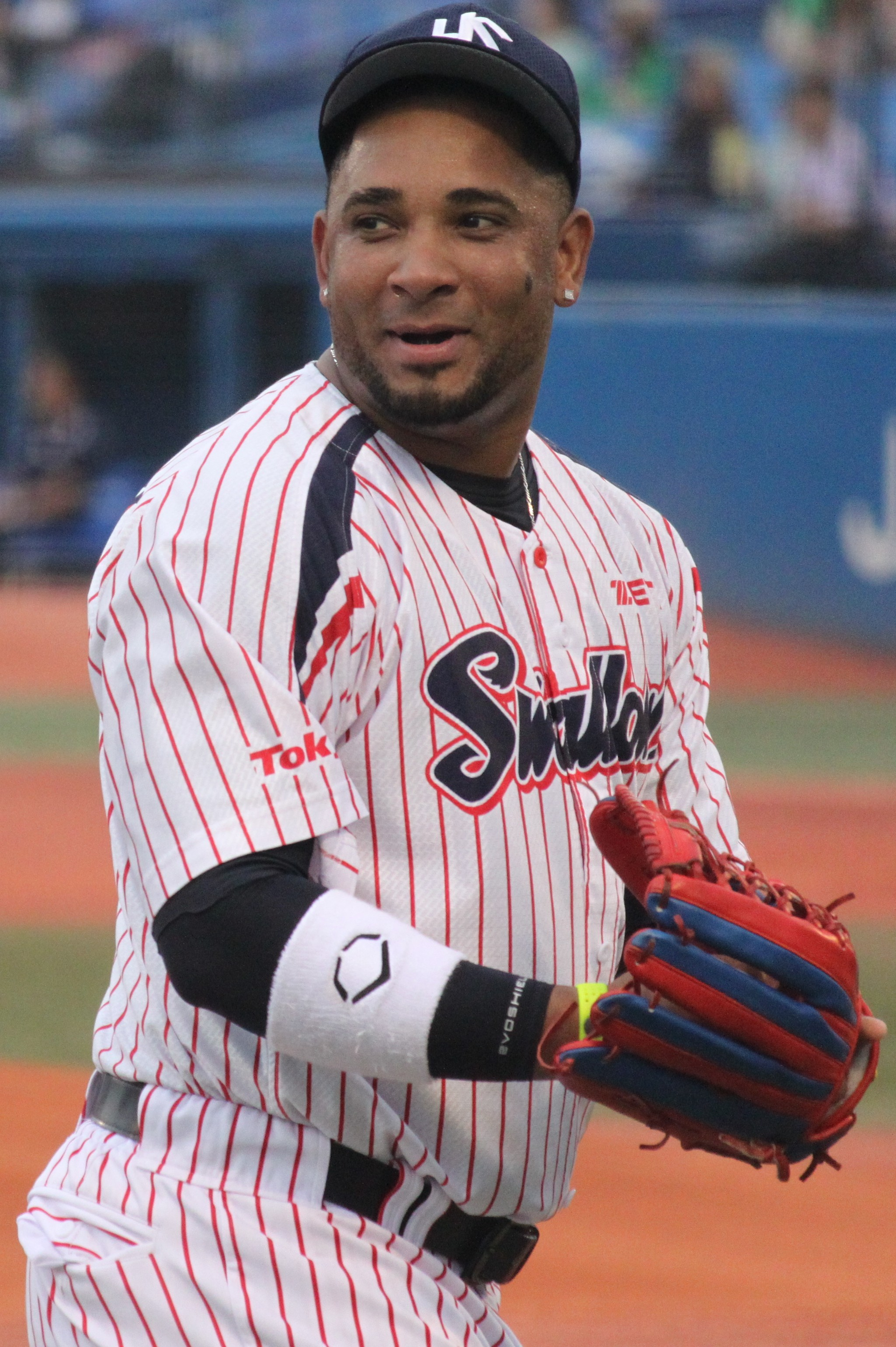
Wladimir Balentien, joueur de baseball natif de Curaçao, lors d'un match au Japon en 2014.

Curaçao compte plusieurs joueurs de baseball ayant atteint les rangs professionnels. Les joueurs de Curaçao s'alignent avec l'équipe des Pays-Bas lors des Classiques mondiales de baseball.
En 2004, un club de Willemstad remporte la 58e édition des Séries mondiales des Petites ligues (Little League Baseball World Series), défaisant un club américain de Thousand Oaks en Californie ; c'est la première fois que la compétition est gagnée par une équipe des Caraïbes.
L'un des jeunes joueurs faisant en 2004 partie de l'équipe de Willemstad est Jurickson Profar, qui évolue plus tard dans la Ligue majeure de baseball (MLB), le principal championnat de baseball dans le monde. Parmi les autres natifs de Curaçao jouant ou ayant joué en MLB, on compte Andruw Jones, Kenley Jansen, Andrelton Simmons et Jonathan Schoop. Hensley Meulens, plus tard devenu instructeur dans la MLB, est le premier Curacien à jouer dans un match de la Ligue majeure de baseball, le 23 août 1989. Le Curacien Wladimir Balentien fait quant à lui sa marque dans le baseball professionnel au Japon, devenant en 2013 le premier frappeur de 60 circuits de la NPB et battant le record du légendaire baseballeur japonais Sadaharu Oh.

## Symboles
| Drapeau de Curaçao | Drapeau : le fond bleu symbolise le ciel et la mer. La bande jaune représente le soleil. Les deux étoiles représentent Curaçao et Klein Curaçao, leurs cinq branches faisant référence aux cinq continents dont sont originaires les habitants de Curaçao. |

| Armoiries de Curaçao | Blasonnement : parti, au premier d'argent à un vaisseau au naturel portant un pavillon des Pays-Bas voguant sur une mer d'azur, au second d'argent au bigaradier terrassé de sinople fruité au naturel, sur le tout de gueules au pal de sable chargé de trois flanquis d'argent (qui est d'Amsterdam). Le vaisseau rappelle les armes de la Compagnie néerlandaise des Indes occidentales, qui fonda une colonie sur l'île. Le bigaradier (plus exactement laraha) porte les sortes d'oranges amères à l'origine du curaçao. L'écusson aux armes d'Amsterdam rappelle que la colonie appartint à cette ville. |

### Philatélie

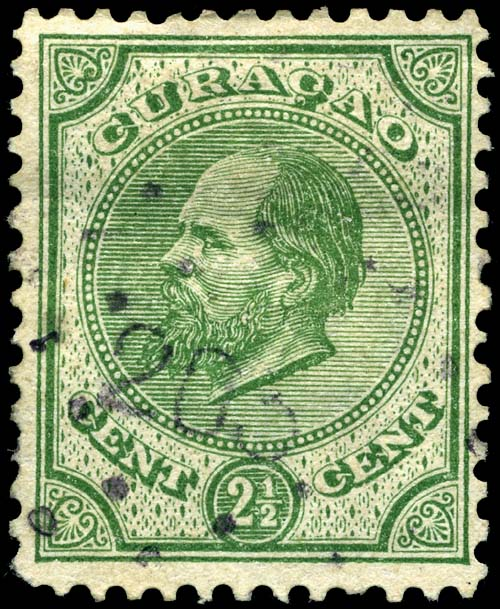
Timbre de Curaçao à 2,5 centimes de 1873 à l'effigie de Guillaume III (roi des Pays-Bas) (no 1 Yvert)

Entre 1873 et 1948, Curaçao a émis 198 timbres-poste, 88 timbres pour la poste aérienne et 43 timbres-taxe. Ces timbres étaient valables dans certaines colonies de la Compagnie néerlandaise des Indes occidentales, soit Curaçao, Aruba, Bonaire, Saba, Sint-Eustatius (Saint-Eustache) et Saint-Martin.
Le 1er janvier 1949, les colonies néerlandaises des Antilles acquièrent le statut de territoire des Pays-Bas et sont rebaptisées Antilles néerlandaises dont elles utilisent les timbres depuis (sauf Aruba qui émet ses propres timbres depuis 1986).

## Économie

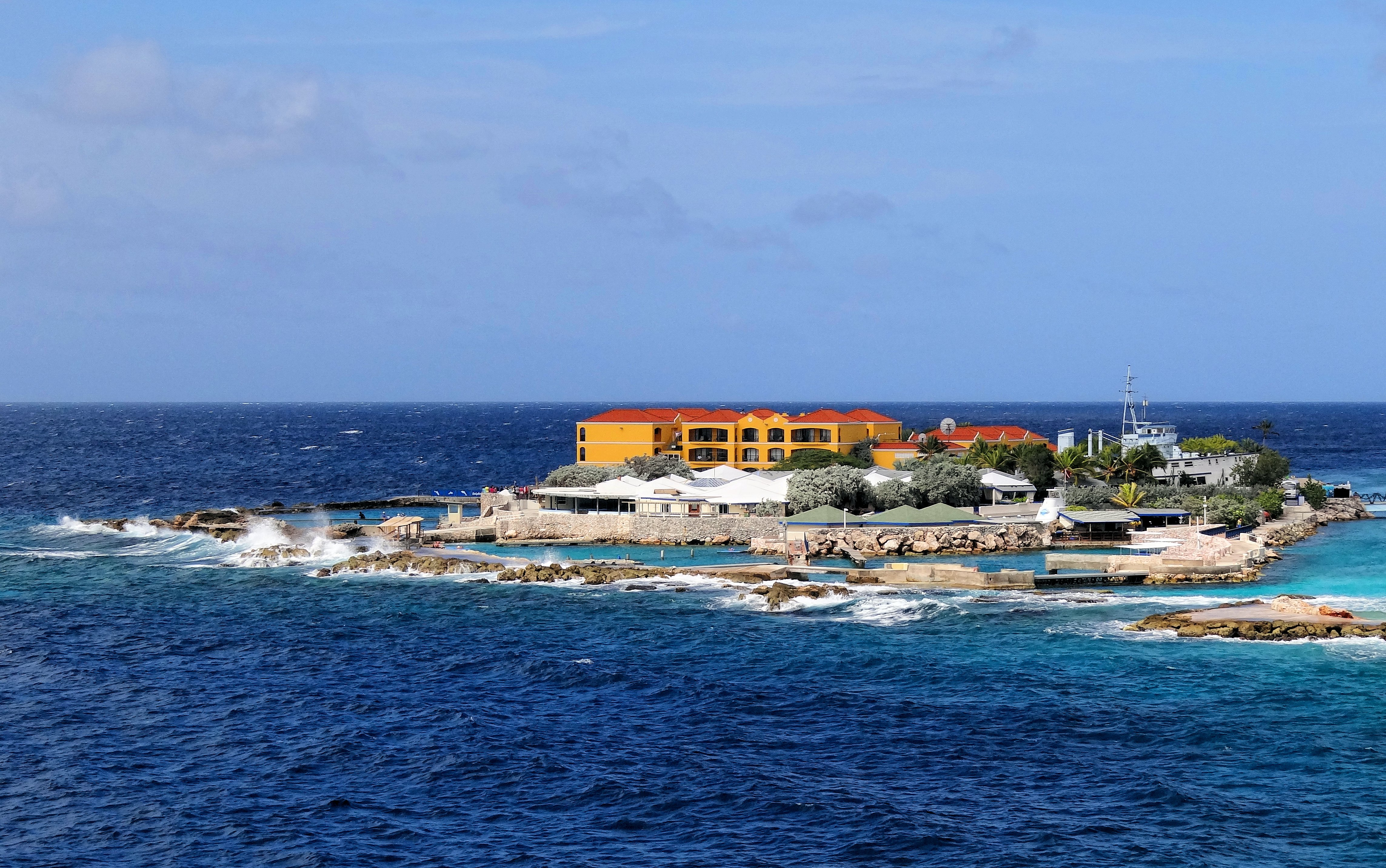
L'aquarium de Curaçao, lieu de tourisme.

L'économie se fonde sur le tourisme, l'industrie pétrolière, les services financiers ; il est connu comme paradis fiscal. C'est également un pavillon de complaisance. L'île est desservie par l'aéroport international de Curaçao.
L'île compte une raffinerie de pétrole (dans le port cargo), nommée Isla, qui est exploitée par la société pétrolière publique vénézuélienne PDVSA, ainsi que la cimenterie Caricement Antilles, propriété du groupe suisse Holcim. Le pont de la reine Juliana, qui passe au-dessus de l'embouchure du port (on accède au port de conteneurs par l'entrée maritime de Willemstad), est l'un des plus hauts des Pays-Bas.
Curaçao dispose d'une banque centrale commune avec Saint-Martin. Cette banque centrale est responsable de l'émission de la monnaie et de la surveillance des réserves monétaires. La monnaie de 2014, le florin des Antilles néerlandaises (NAf), est appelé à être remplacé par le florin caribéen (CMg). Tous deux sont à parité fixe avec le dollar américain, avec un taux de change de 1 US$ = 1.79 CMg = 1.79 NAf.

## Patrimoine

### Patrimoine civil

#### Musées

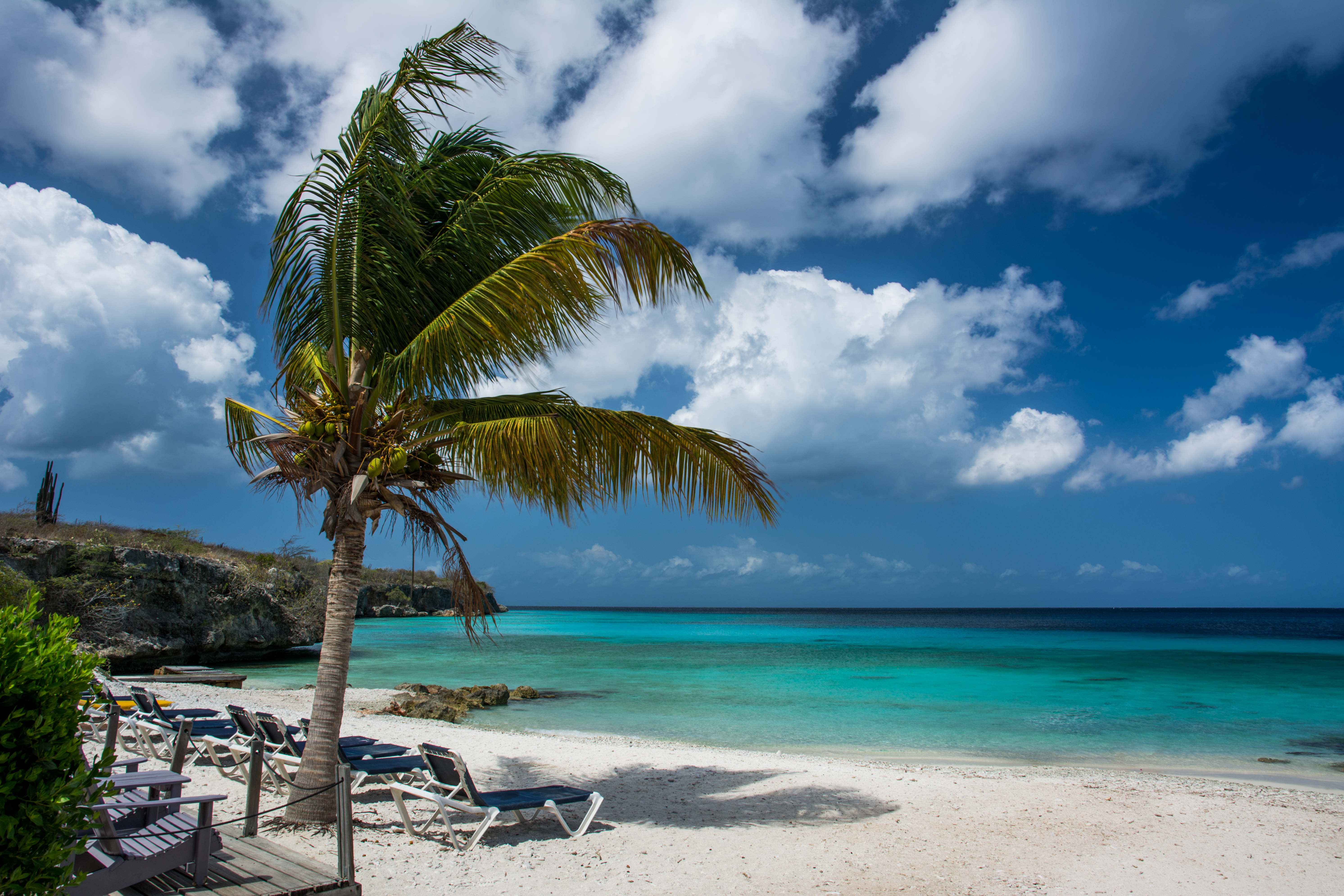
Plage de Port-Marie.

De nombreux musées variés se trouvent sur l'île : maisons coloniales, culture africaine, plantations, musée maritime, culture juive, archéologie ou numismatique.
- Le musée du Fort Rif à Willemstad, ancien fort permettant de protéger l'entrée du port, est aujourd'hui reconverti en centre commercial.
- Le musée de Curaçao à Willemstad propose différentes collections, notamment des meubles antiques des XVIIIe et XIXe siècles, y compris des meubles en acajou, et la plus ancienne table à manger de l'île, une carte en vitrail des Caraïbes, des peintures de Hendrikus Chabot, Carel Willink, Herman Kruyder, Isaac Israëls, Jacques van Mourik, Edgar Fernhout et Jan Sluijters, des objets de la culture des Indiens, une collection géologique, des coquillages et des coraux ainsi que la flore et la faune des Antilles néerlandaises. Il abrite également le cockpit du « Snip », le premier avion KLM à avoir traversé l'océan Atlantique en 1934.
- Le musée maritime de Curaçao à Willemstad, dont les collections comprennent des miniatures antiques, des maquettes de bateau du XVIIe siècle et des cartes, certaines datant même de 1500.
- Le musée national d'anthropologie archéologique de Curaçao à Willemstad, dont les collections comprennent de nombreux objets archéologiques (précolombiens) ainsi que des objets ethnographiques de la fin du XIXe siècle à nos jours.
- Jewish Cultural Historical Museum
- Post Museum
- Fort Church Museum
- Le musée Kura Hulanda à Willemstad, propose des collections sur l'origine de l'Homme, la traite négrière africaine, les empires d'Afrique de l'Ouest, l'or précolombien, les reliques mésopotamiennes et l'art antillais.
- Le musée de la numismatique à Willemstad, dont les collections illustrent l'évolution de la monnaie antillaise, passant des accords de troc à l'échange par des pièces de monnaie de différents pays et, enfin, à l'émission de monnaie nationale pour les Antilles néerlandaises.
- Le musée Octogone à Willemstad qui retrace le passage du « Libertador » vénézuélien, le célèbre Simón Bolívar, à Curaçao avant de rassembler les forces qui ont mis fin au régime colonial espagnol en Amérique du Sud.
- Le musée Savonet de Curaçao, établi dans une ancienne maison de plantation, appelée landhuis, ayant appartenu à la plantation de Savonet, offre un aperçu de la vie des anciens habitants de la région, riche en informations et points de vue privilégiés depuis les premiers amérindiens Arawaks qui sont venus sur l'île il y a presque 4 000 ans jusqu'à nos jours.
- Le musée Tula de Curaçao, dont les collections soulignent le patrimoine africain de Curaçao et montrent comment les gens vivaient et travaillaient en ces temps.

#### Forts
- Le fort Beekenburg à l'est de Willemstad, construit en 1703, pour défendre le Spanish Water.
- Le fort Amsterdam, à Willemstad, construit en 1634 par la Compagnie néerlandaise des Indes occidentales, servait non seulement de fort militaire, mais également de quartier général de la Compagnie. Actuellement[Quand ?], il est le siège du gouvernement et du gouverneur de Curaçao.
- Le fort Saint-Michel à Sint Michiel, construit en 1701, pour défendre la baie contre les pirates français et la marine britannique.
- Le fort Nassau, construit en 1797 dans le but de protéger Schottegat, la baie naturelle et le port de Willemstad.
- Le fort Piscadera, à Willemstad, construit entre 1701 et 1704, puis reconstruit par la Compagnie néerlandaise des Indes occidentales en 1714, a subi les invasions des Français et des Anglais.

#### Patrimoine mondial
- Le centre historique de la ville a également été reconnu sur la Liste du patrimoine mondial, en 1997, sous le nom « Zone historique de Willemstad, centre-ville et port, Curaçao » en vertu des critères (ii), (iv) et (v) de l'UNESCO[27]. L’architecture du quartier, associe les styles des villes coloniales hollandaises, espagnoles et portugaises.

### Patrimoine religieux
- La basilique Sainte-Anne à Willemstad, construite entre 1734 et 1752 dans le secteur d'Otrabanda et qui a reçu le titre de basilique en 1975 par décision du pape Paul VI.

### Registre international Mémoire du monde
Le programme Mémoire du monde (UNESCO, 1992) inscrit en 2011 dans son registre international Mémoire du monde les archives de la Middelburgsche Commercie Compagnie (MCC) aux Pays-Bas, à Curaçao, et au Suriname.